# Karl Wilhelm Kalkoff

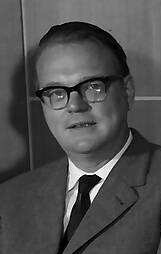
Karl Wilhelm Kalkoff (1960)

Karl Wilhelm Kalkoff (* 21. April 1909 in Porz; † 7. Mai 1981 in Bad Krozingen) war ein deutscher Dermatologe und Hochschullehrer.

## Leben
Karl Wilhelm Kalkoff war der Sohn des Ingenieurs Arthur Kalkoff. Nach dem Ende seiner Schullaufbahn absolvierte er ein Studium der Medizin an den Universitäten Göttingen, Köln und München. Er wurde 1935 in Göttingen zum Dr. med. promoviert.
Nach seiner Assistenzarztzeit wurde er 1939 Oberarzt an der Lupusheilstätte Haus Hornheide bei Münster, wo er zehn Jahre wirkte. Nach seiner Habilitation war er ab 1944 zudem Privatdozent an der Universität Münster. Am 20. April 1941 beantragte er die Aufnahme in die NSDAP und wurde zum 1. Juli desselben Jahres aufgenommen (Mitgliedsnummer 8.990.704).
Ab 1949 leitete er die Hautklinik am Allgemeinen Krankenhaus St. Georg in Hamburg. Im selben Jahr wurde er außerplanmäßiger Professor. Er wurde 1950 auf den Lehrstuhl für Dermatologie an die Universität Marburg berufen, wo er als Direktor auch der Universitätshautklinik vorstand. In gleicher Funktion wechselte er 1960 an die Universität Freiburg im Breisgau, wo er bis zu seiner Emeritierung 1978 wirkte. Kalkhoff machte sich um die Modernisierung der Freiburger Hautklinik verdient. Er forschte insbesondere zur Tuberkulose und zur Sarkoidose der Haut.
Kalkoff wurde 1964 zum Mitglied der Deutschen Akademie der Naturforscher Leopoldina gewählt. Von 1965 bis 1970 war er Präsident der Deutschen Gesellschaft zur Bekämpfung der Geschlechtskrankheiten. Er war Autor zahlreicher Fachveröffentlichungen.

## Schriften (Auswahl)
- Zur Therapie der Sclerodermia diffusa, Göttingen 1935 (med. Dissertation an der Universität Göttingen).
- Die Tuberkulose der Haut. Klinik, Pathogenese, Stellung z. allgem. Tuberkulose, Therapie, Bekämpfung, Thieme, Stuttgart 1950.

## Weblink
- Kalkoff, Karl Wilhelm. Hessische Biografie. (Stand: 28. Februar 2020). In: Landesgeschichtliches Informationssystem Hessen (LAGIS).